# Ablánc-patak
Az Ablánc-patak Vas vármegyében ered, Tömörd északnyugati részén. A patak forrásától kezdve nagyrészt keleti irányban halad, mígnem Górnál eléri a Répcét.
Az Ablánc-patak vízgazdálkodási szempontból a Rábca és Fertő-tó Vízgyűjtő-tervezési alegység működési területéhez tartozik.
A patak folyása közelében található a Tömördi-tó vagy Nagy-tó, partján a Tömördi Madárvártával.

## Part menti települések
- Tömörd
- Gór